# مونيكا بيدرسن
مونيكا بيدرسن (بالدنماركية: Monika Pedersen)‏ هي رسامة ومغنية دنماركية، ولدت في 21 ديسمبر 1978 في Skanderborg ‏ في الدنمارك.

## وصلات خارجية
- مونيكا بيدرسن على موقع ميوزك برينز (الإنجليزية)
- مونيكا بيدرسن على موقع ديسكوغز (الإنجليزية)